# Munina flavida
Munina flavida es una especie de insecto coleóptero de la familia Chrysomelidae.
Fue descrita científicamente en 1997 por Yang & Yao in Yang, Li & Yao.